# Семантизація
Семантиза́ція — поява нових семем у структурі лексеми або сем у структурі семеми внаслідок семантичного розвитку.

Інакше кажучи, семантизація — це набуття словом нового значення. Процесу семантизації зазнали всі без винятку багатозначні слова, наприклад, в українській мові: вода, земля, тиск тощо.  Зворотний семантизації процес прийнято кваліфікувати як десемантизація.

## Приклад
Нове значення лексеми розвивається на основі її первинного (прямого) значення. Скажімо, первинним  значенням лексеми порох є «дрібні тверді частинки, які зависають у повітрі або осідають на поверхні чого-небудь; пил, курява». На основі цього прямого значення в процесі відносно первинної номінації згодом формується нове: «вибухова речовина, яку застосовують для стрільби з вогнепальної зброї та для виготовлення снарядів і патронів» (Там само). Вибухову речовину стали називати порохом тому, що вона схожа на пил, тобто на основі подібності.